# Dargida scripta
Dargida scripta är en fjärilsart som beskrevs av J. Peter Maassen 1890. Dargida scripta ingår i släktet Dargida och familjen nattflyn. Inga underarter finns listade i Catalogue of Life.